# 日本の面影
『日本の面影』（にほんのおもかげ）は1984年3月3日から1984年3月24日までNHK総合テレビで放送されたテレビドラマ。脚本は山田太一。小泉八雲（ラフカディオ・ハーン）を主人公に、主に明治時代の日本を舞台としている。
後に舞台劇に脚色され、1993年に地人会制作で紀伊國屋ホールにて初演。2012年には「朗読座」でも上演された。

## ドラマ化の経緯
山田はハーンの生涯をドラマ化することを以前から考えていたが、関心を示す制作者はなかなか現れなかった。NHKから「石炭と石油、原子力発電と3代でエネルギーに関わった家庭を題材にして、日本の近代化を描くドラマ」の企画を依頼された際に、その趣旨に同意できずにハーンのドラマ企画を提案したところ、実現の運びとなった。ハーン役を誰にするかについて、山田がダスティン・ホフマンの名をあげると「ギャラだけで制作費が飛ぶ」と却下された。アメリカでのオーディションとなり、これを知ったジョージ・チャキリスが自らもハーンと同じギリシャ系であると名乗り出た。チャキリスは日本語を全く解さなかったが、出演前に日本語トレーナーから訓練を受けて撮影に臨み、小泉セツ役を演じた檀ふみからも助けを受けたと述べている。檀も2024年のイベントで、当時日本語を理解しないチャキリスにつききりで助言したことに触れ、「役柄と実生活がくっついて、濃密な時間を過ごしました。大変でしたが、素晴らしい結婚をしたセツみたいな気持ちを味わえ、忘れがたいです」とコメントした。

## 作品の特徴
シナリオでは多くの日本人の登場人物が全編にわたって出身地の方言で会話している（これは実際のドラマでもほぼそのまま演じられている）。ハーンの台詞は、日本語で話す部分は（仮名の部分が）カタカナ、英語で話す部分はその意味に相当する通常の日本語で記される。
また、ハーンの著作『怪談』『骨董』の中から「むじな」「幽霊滝の伝説」「雪女」「耳なし芳一」の4つの作品が劇中劇として登場する（「むじな」は人形劇、他の3つは実写）。「むじな」以外の3作品は小泉セツが語るのを聞きながらハーンが思い浮かべているという設定が取られており、「雪女」ではセツの語る設定にハーンが異を唱えて変更されるのに合わせて映像も変わったり、西田千太郎の訃報を受けた直後の「耳なし芳一」では芳一がハーンの想像で西田の姿になっているといった演出が取り入れられている。

## ストーリー
シナリオ・クレジットにおいて主人公の名前はすべて「（ラフカディオ・）ハーン」で統一されているため、以下の記述もそれに従う。

### 第1回 ニューオーリンズにて（1984年3月3日放送）（視聴率[8]12.8%）
1884年、万国博覧会（正式には万国工業兼綿百年期博覧会）が開催されている、アメリカのニューオーリンズ。地元の新聞「タイムズ・デモクラット」記者のラフカディオ・ハーンは、幽霊や迷信などに関心を持って記事に取り上げていたが、主筆には理解されない。同僚の女性記者エリザベス・ビスランドにハーンは思うところがあり、ビスランドもそれに気づいていたものの、隻眼へのコンプレックスゆえに打ち明けることはなかった。酒場で酔いつぶれたハーンを、博覧会に日本政府から派遣された服部一三と部下の西村重成が介抱し、彼らは知り合う。服部と西村が日本人だと知ったハーンは関心を抱き、彼らから博覧会場の日本の展示を見せてもらったり、日本の幽霊や神話について教えを請うたりする。ハーンはそれらにより日本への興味を高めていった。新聞に迷信のある国と書かれることを不安に思っていた服部たちは、ハーンがそれを否定して好意的な日本の紹介を新聞に書いたことで信頼し、親しい関係となる。
それから6年後、ハーンは雑誌社の派遣で日本にやってくる。しかし、まもなく雑誌社との契約を破棄し、文部省の普通学務局長となっていた服部に相談して、島根県立松江中学校の英語教師の職を得ることとなった。『古事記』に関心を示していたハーンは、その舞台の一つである島根県に行くことを喜ぶ。迎える側の松江の旅館では西洋人をどのように扱えばよいのか不安だったが、万事日本のやり方が気に入っていると聞かされる。中学校に赴任したハーンは、英語を解する教頭の西田千太郎と親交を結ぶ。

### 第2回 神々の国の首都（1984年3月10日放送）（視聴率14.6%）
旅館で生活しながら中学校で教職に就くハーン。休みに出雲大社に昇殿参拝するなど日本の事物への好奇と賞賛は続いていた。横浜から通訳兼世話係として同行した青年・真鍋はその態度と自分の関心へのギャップから松江を去ってしまう。これがきっかけで旅館暮らしに疲れたハーンは、借家に一人住まいすることになった。まかないとして当初旅館の女中が派遣されたが、感情の行き違いから彼女は来なくなってしまう。西田の自宅に縫い物仕事で出入りしていた没落士族の娘・小泉セツがハーンの給仕を引き受ける。親族の懸念を説き伏せ「妾となる覚悟」をもって「毎月20円もらえる仕事」で一族を養うことにしたのだ。ハーンの世話をすることになったセツは、その求めに応じて怪談話を語って聞かせ、ハーンもそれを心待ちにするようになっていた。

### 第3回 夜光るもの（1984年3月17日放送）（視聴率13.5%）
セツと親密になっていくハーン。しかし、セツの養祖父・稲垣万右衛門が「異人に身を売った金で生き永らえている」と切腹しかかる騒ぎを起こし、地元の新聞には「ハーンが愛人と暮らしている」という記事が出る。記事を知ったハーンは憤り、なぜ抗議しないのかとセツに問う。妾になるのも覚悟の上というセツに、ハーンは結婚すると口にした。一度は断るセツだったが、セツを愛している、白人や欧米よりも欧米以外の国やその国の人々に惹かれるというハーンの言葉に、結婚を決意する。二人は穏やかな新婚生活を送るが、松江の冬の寒さに耐えかねたハーンは、より高い俸給を得る目的もあって1891年に熊本の第五高等中学校に転職し、養っている小泉家・稲垣家の一族とともに転居した。第五高等中学の同僚・佐久間信恭の毒舌や、松江との気風の違いから当初ハーンは熊本に失望する。しかし隣家に押し入った強盗がその家の女性と交わした人間らしいやりとりのエピソードを聞いたりすることで、熊本のよさを見直すのだった。

### 第4回 生と死の断章（1984年3月24日放送）（視聴率14.7%）
熊本でセツに最初の子ども（一雄）が生まれる。養祖父の万右衛門も曾孫の誕生を喜び、セツは幸せを実感する。しかしその直後、ハーンから自分と一雄とともにアメリカに行かないかという相談を受ける。ハーンは近代化が進む日本に幻滅を感じていた。1894年、ハーンは五高を辞して神戸の英字新聞で記者となる。居留地の外国人社会で、やはり自分は西洋人ではないかという思いに駆られるハーン。一方、セツの養父・稲垣金十郎からは一雄のためにセツと戸籍を入れ、日本に帰化してほしいという要望を受けていた。ハーンは今の自分が西洋に惹かれている悩みを松江中学の西田に綴る。肺病を持つ西田に代わって妻がハーンを訪れた。ハーンはそれを喜ぶとともに、自分は西洋の傲慢さに気付いた、家族のいる日本で日本人になると述べる。1896年、ハーンは日本に帰化し「小泉八雲」を名乗ることとなった。ハーンは帝国大学文科大学から講師として招聘され、一家は東京へと移り住む。その後まもなく西田が亡くなったという知らせが届き、ハーンは深く悲しんだ。教職の傍ら、ハーンは日本についての著作をいくつも発表する。だが、1903年、突然大学はハーンを解雇する。学生たちの留任運動が起こり、大学側も一転して慰留を申し出るが、ハーンは「もう日本は自分のような人間を必要としていない」とそれを拒絶する。翌年、ハーンは世を去った。その少し前のある夜、ハーンがセツに「もうすぐ自分は死ぬ。死んでも泣いてはいけない。安価な壺に自分の遺骨を入れて、田舎の寂しい寺院に埋めなさい。決して悲しまず、子どもとカルタ遊びをして過ごし、人に聞かれたら『あれは先頃亡くなりました』と答えればよい」と話す場面でドラマは幕を閉じる。

## 登場人物
ラフカディオ・ハーン
本編の主人公。少年時代の事故のため、左眼は失明して閉じたままである。また、両親と離れて育った生い立ちから、家族への渇望がある。
小泉セツ
没落士族の娘。家計の一助として仕立て業をしていた。仕事で松江中学教頭・西田千太郎の家に出入りしており、その縁でハーンの給仕を務め、のちに結婚する。ハーンの求めに応じて民話や怪談を語って聞かせる。
服部一三
ニューオーリンズの博覧会に政府から派遣され、偶然からハーンと出会う。ホテルの中でも畳を敷き、日本式の生活を持ち込んでいた。6年後にハーンが来日した時には、文部省で普通学務局長を務め、松江中学への就職を世話した。ドラマではナレーターの役も務めている。
西村重成
博覧会に服部の随員として派遣されている若い官僚。服部からは「日本が遅れていると思われてはならない」と釘を刺されている。そのため、「日本の幽霊話が知りたい」というハーンの求めにろくろ首の話をしたと伝えた時には服部に呆れられた。
エリザベス・ビスランド
ニューオーリンズの新聞でハーンの同僚を務める女性記者。新たな仕事を求めてニューヨークへと旅立つ。ハーンが思いを寄せ、ビスランドもそれに気づいていたが、隻眼へのコンプレックスとエキゾチズムへの関心からハーンはそれを伝えず、見送りにも姿を見せなかった。
ベーカー
ハーンが所属する新聞社の主筆。幽霊や迷信を記事にするハーンには批判的。
バジル・ホール・チェンバレン
帝国大学の教師で『古事記』を英訳した人物。本作では、ハーンはニューオーリンズでチェンバレン訳の『古事記』を入手し、のちにハーンが服部に就職の相談に来た時に同席する。史実では後年もハーンと親交があったが、本作ではこの場面以外には出てこない。
真鍋晃
日本の青年。「西欧文化を学びたい」という理由でハーンの通約兼世話係となり、松江まで付き添うが、日本の伝統文化に関心を寄せるハーンと意識がすれ違い、半年で横浜に帰った。のちに海軍中尉となり、帝大講師となっていたハーンと東京で偶然再会する。
富田ツネ
ハーンが松江で最初に居住した旅館の女将。
池田信（のぶ）
ハーンが松江で最初に居住した旅館の若い女中。ハーンは「お信」と呼ぶ。ハーンが借家住まいに移った後も給仕をするが、欧米人男性への怖れから出仕をやめてしまう。のちに誤解は解け、小泉家の家政婦として働くようになる。
西田千太郎
松江中学教頭。英語を解することでハーンのよき理解者・友人となり、家族ぐるみで親交を深める。胸を病んでおり、悩みを訴えるハーンの手紙を読んで神戸に行こうとしたときは妻に止められている。1897年に病没し、西田を尊敬していたハーンは深いショックを受ける。
西田クラ
西田千太郎の妻。一児の母。病気の夫にかわり、ホームシック気味だった神戸在住当時のハーンの元を訪ねた。
稲垣万右衛門
セツの養祖父。武士の誇りが捨てられず、髷を残していた。家族が生活のために武士であった過去に頓着しないことを不満に思っているが、周囲からは呆れられている。セツのハーンへの給仕や結婚にも不快感を隠さなかった。しかし、曾孫が誕生したことでハーンと和解する。
稲垣金十郎
セツの養父。万右衛門のことは「おやじ様」と呼ぶ。武士という出自が何の役にも立たないと認識しており、万右衛門からはそのことで小言や打擲（扇子やうちわ）を受けるが気にせず言い返している。
稲垣トミ
セツの養母。
小泉チエ
セツの母。
小泉藤三郎
セツの弟。定職にもつかず、遊び暮らしていた。セツがハーンの給仕を務めることになった際にはハーンのところに乗り込んでいったが、セツに咎められる。その後母親と大阪に出て暮らしていた。ハーン一家が熊本に住んでいたときに、借金の無心に現れている。
佐久間信恭
熊本・第五高等中学校の英語教員。「日本の近代化のための人材教育が自分たちの責務で、古い日本との決別が急務である」という持論から、日本の伝統喪失を憂うハーンと対立する。
外山正一
帝国大学文科大学学長。ハーンを帝国大学に招聘する。

## キャスト
- ラフカディオ・ハーン：ジョージ・チャキリス
- 小泉セツ：檀ふみ
- 服部一三：津川雅彦
- 西村重成：下條アトム
- 西田千太郎/耳なし芳一（劇中劇）：小林薫
- 西田クラ：樋口可南子
- 小泉藤三郎：柴田恭兵
- 小泉チエ：佐々木すみ江
- 稲垣万右衛門：加藤嘉
- 稲垣金十郎：佐野浅夫
- 稲垣トミ：日高澄子
- 富田ツネ：加藤治子
- 池田信：杉田かおる
- 佐久間信恭：伊丹十三
- 真鍋晃：三ツ木清隆
- 外山正一：河原崎長一郎
- 神戸のサロンでチェンバロを弾く男：ケント・ギルバート
- エリザベス・ビスランド：グレンダ・バイヤース（Glenda Byers）

（以下、劇中劇キャスト）
- 雪女：真行寺君枝
- 巳之吉（雪女と出会う男）：田中健
- 芳一を呼びに来る武士：長塚京三

## スタッフ
- 脚本:山田太一
- 音楽:池辺晋一郎
- 演出:中村克史、音成正人

## 受賞歴
- 第17回テレビ大賞優秀番組賞
- 第21回ギャラクシー賞大賞
- 第2回向田邦子賞[11]

## 書籍
過去、3度にわたってドラマ版のシナリオが書籍として刊行されている。
- 『日本の面影―NHKテレビ・シナリオ 』日本放送出版協会、1984年
  - 山田太一・中村克史・音成重人による座談会を収録。
- 『山田太一作品集 14 (日本の面影)』大和書房、1987年8月10日。
- 『日本の面影 ラフカディオ・ハーンの世界』岩波書店〈岩波現代文庫〉、2002年10月16日。ISBN 978-4006020583。

## 舞台版
全2幕。舞台劇という事情から場面はすべてハーンの居宅に設定されており、テレビドラマ版の第1回および第2回の前半（ハーンが借家に転居するまで）に相当する箇所は存在せず、アメリカの人物や服部一三、西村重成、真鍋晃、小泉藤三郎らは登場しない（その代わり、テレビドラマ版では具体的に描かれないハーン幼少期の両親が、成人後のハーンの見る夢という設定で冒頭に登場する）。テレビドラマ版の第2回後半から第4回までを再構成し、1幕目が松江、2幕目が熊本と東京を舞台とするが、ストーリーや設定に以下の違いがある。
- 第五高等中学校の英語教員・佐久間信恭の名前が「佐伯信孝」に変更されており、熊本弁の混じった言葉を話す人物として描かれる[13][注釈 5]。
- 一雄の誕生当時にハーンが口にする移住先はアメリカではなく、「不合理なもの、小さきもの、ばかにせぬところ」として清や南方や遠くの島を挙げる[14]。
- ハーンが日本への帰化を決意するのは一雄の誕生間もない時期で、神戸に行く前とされている[15]。神戸に西田千太郎の妻が訪問する下りもない。
- 西田千太郎の訃報が届く直前にその「幽霊」とハーンが会話する場面がある[16]。そのあと、幽霊の存在を公言することを心配するセツとハーンによる（これもテレビドラマ版にはない）会話が続く[17]。西田の訃報後に挿入される「耳なし芳一」では、ハーンがその場で芳一を演じる形になっている[18]。
- 最晩年の場面では、結末にハーンの臨終が描かれている[19]。

### 初演（地人会）
1993年初演。

#### キャスト
- ラフカディオ・ハーン（小泉八雲）：風間杜夫
- 小泉セツ:三田和代

#### スタッフ
- 脚本:山田太一
- 演出:木村光一
- 制作:地人会

### 朗読座
地人会解散後の2012年7月、女優の紺野美沙子が主宰する「朗読座」により、上演（演出：鵜山仁）。また、2014年、地人会新社との共催の形での再演となった。

#### キャスト（2014年版）
- ラフカディオ・ハーン（小泉八雲）：草刈正雄
- 小泉セツ／ハーンの母・ローザ：紺野美沙子
- 小泉チエ：長谷川稀世
- 稲垣万右衛門 ：金内喜久夫
- 稲垣金十郎：田代隆秀
- 稲垣トミ：大西多摩恵
- 小豆沢：渡辺吾郎
- 石原：前田聖太
- 信：安部愛子
- 佐伯信孝／ハーンの父・チャールズ ：石橋徹郎
- 西田千太郎／武士の亡霊：川野太郎

#### スタッフ（2014年版）
- 美術 倉本政典
- 照明 井口 眞
- 衣裳 前田文子
- 音響 秦 大介
- 演出助手 西本由香
- 舞台監督 畑崎広和
- 演出 鵜山仁

### 書籍化
戯曲は雑誌『すばる』1993年5月号に掲載されたのち、同年7月に（他の山田の戯曲作品2本と合わせて）『日本の面影 舞台戯曲』として集英社より刊行された。
- 『日本の面影 舞台戯曲』集英社、1993年7月。